# Eben am Achensee
Eben am Achensee é um município da Áustria, situado no distrito de Schwaz, no estado do Tirol. Tem 196,4 km² de área e sua população em 2019 foi estimada em 3.255 habitantes.